# Nhạc dân gian Scotland
Nhạc dân gian Scotland là âm nhạc phát triển trong nền văn hóa ở Scotland vào cuối thời trung cổ.

## Lịch sử
Có bằng chứng cho thấy có một nền văn hóa âm nhạc phát triển ở Scotland vào hậu kỳ trung cổ, điều này được thể hiện bởi các ca khúc trong The Complaynt of Scotland (1549). Những giai điệu còn tồn tại trong The Gude and Godlie Ballatis (1567) được phát hành bởi James Wedderburn, John Wedderburn và Robert Wedderburn.
Ở Scotland, các bộ sưu tập âm nhạc thế tục được in sớm nhất bởi nhà xuất bản John Forbes ở Aberdeen năm 1662 như Songs and Fancies: to Thre, Foure, or Five Partes, both Apt for Voices and Viols. Nó được in ba lần trong hai mươi năm chứa bảy mươi ca khúc, trong đó có hai mươi lăm ca khúc xuất xứ Scotland.
Vào thế kỷ 18, các ấn phẩm bao gồm Collection of original Scotch-tunes, (full of the highland humours) for the violin (1700) của John Playford, Music Book (1710) của Margaret Sinkler, Choice Collection of Comic and Serious Scots Poems both Ancient and Modern (1711) của James Watson, The Tea Table Miscellany (1723) của Allan Ramsay, Orpheus Caledonius: or, A collection of Scots songs (1733) của William Thomson, The Caledonian Pocket Companion (1751) của James Oswald, Ancient and modern Scottish songs, heroic ballads, etc.: collected from memory, tradition and ancient authors (1776) của David Herd. The Scots Musical Museum (1787-1803) bao gồm sáu tập được công bố bởi James Johnson và Robert Burns là bộ sưu tập ảnh hưởng nhất. Select Scottish Airs được sưu tập bởi George Thomson được công bố giữa năm 1799 và 1818. Trong số các ấn phẩm đầu tiên của Scott là bộ sưu tập The Minstrelsy of the Scottish Border (1802–03).

## Một số bộ sưu tập
- The Complaynt of Scotland (1549)
- The Gude and Godlie Ballatis (1567)
- Songs and Fancies: to Thre, Foure, or Five Partes, both Apt for Voices and Viols (1662)
- Collection of original Scotch-tunes, (full of the highland humours) for the violin (1700)
- A Description of the Western Isles of Scotland (1703)
- Music Book (1710)
- Choice Collection of Comic and Serious Scots Poems both Ancient and Modern (1711)
- The Tea Table Miscellany (1723)
- Orpheus Caledonius: or, A collection of Scots songs (1733)
- The Caledonian Pocket Companion (1751)
- Ancient and modern Scottish songs, heroic ballads, etc.: collected from memory, tradition and ancient authors (1776)
- The Scots Musical Museum (1787-1803)
- Select Scottish Airs (1799-1818)
- The Minstrelsy of the Scottish Border (1802–03)